# デリン・ベタンセス
デリン・ベタンセス（Dellin Betances, 1988年3月23日 - ）は、アメリカ合衆国ニューヨーク州ニューヨーク市ブルックリン区出身の元プロ野球選手（投手）。右投右打。愛称はD・ドォグ他（後述）。

## 経歴

### プロ入り前
ニューヨーク州マンハッタンのワシントンハイツで生まれる。両親は共にドミニカ共和国からの移民。10歳の時には、ヤンキー・スタジアムでデビッド・ウェルズの完全試合を観戦していた。

### プロ入りとヤンキース時代
高校卒業後はヴァンダービルト大学への進学が決まっていたが、MLBドラフト8巡目（全体254位）でニューヨーク・ヤンキースから指名され、プロ入り。契約金はコミッショナー推奨額を大きく上回り、8巡目の選手としては過去最高となる100万ドルだった。
2009年の後半戦に右肘を手術した。
2010年に復帰し、傘下のA+級タンパ・ヤンキースで防御率1点台と好投。終盤にはAA級トレントン・サンダーに昇格した。同年オフにはヤンキースの40人枠に加えられ、「ベースボール・アメリカ」誌の有望株ランキングにおいて、球団内4位、マイナー全体では43位の評価を受けた。
2011年はAA級トレントンで21試合、AAA級スクラントン・ウィルクスバリ・ヤンキースで4試合に先発し、合計4勝9敗、防御率3.70だった。9月22日のタンパベイ・レイズ戦でメジャーデビュー。
2012年は開幕をAAA級スクラントン・ウィルクスバリで迎え、16試合に登板。6月下旬にAA級に降格し、38試合に登板した。
2013年5月10日に2年ぶりにメジャー昇格。5月24日に故障者リスト入りしていたイバン・ノバが復帰したため、再びAAA級スクラントン・ウィルクスバリに降格した。
2014年4月26日のロサンゼルス・エンゼルス・オブ・アナハイム戦では同点の5回途中から登板し、2回を1安打無失点に抑え、メジャー初勝利を記録した。前半戦は40試合に登板して防御率1.46、WHIP0.70、55回1/3で84奪三振と好成績を残し、オールスターに初選出されたが、登板機会はなかった。9月14日のボルチモア・オリオールズ戦でシーズン130個目の奪三振を記録。マリアノ・リベラが1996年に記録したリリーフ投手による奪三振数の球団記録に並んだ。130奪三振に達するまでにリベラは107回2/3を要したのに対し、ベタンセスは87回2/3のみであった。同月17日、対タンパベイ・レイズ戦で2三振を奪い、球団記録を更新した。後半戦も30試合に登板して防御率1.30、WHIP0.78と高水準の活躍を続け、年間を通してリリーフエースとして君臨。基本的にはセットアップマンでありながら、チーム最多の70試合に登板し、その内半数の35試合で4アウト以上を奪うなど、ロングリリーフも頻繁にこなし、非常に貢献度の高い内容を見せた。新人王の投票ではホセ・アブレイユ、マット・シューメイカーに次いで3位に入った。
2015年は前半戦で41試合に登板し、防御率1.53、WHIP0.83、47イニングで77奪三振と好成績を残した。2年連続でオールスターゲームに選出され、7回裏に初登板を果たし、1イニングを無失点に抑えた。また、球団史上初となる、救援投手として2年連続100奪三振を達成した。最終的にはジャスティン・ウィルソンと並び、チーム最多（リーグ2位）の74試合に登板。防御率1.50・6勝4敗9セーブ・84.0イニングで131の三振を奪い、2年連続で圧倒的なピッチングを見せた。10月6日のヒューストン・アストロズとのワイルドカードゲームでポストシーズン初登板を果たしたが、1.2回を投げて1失点、1安打、1四球、4奪三振で、チームも敗れてしまった。
2016年は移籍してきたアロルディス・チャップマンが抑えを務め、ミラーがセットアッパーを務め、ベタンセスは7回を任される予定だったが、チャップマンがDVで出場停止となったため、開幕当初は前年に引き続きセットアッパーを務めた。チャップマンが復帰してからは予定通りミラーがセットアッパーに配置転換され、ベタンセスは7回を任された。チームでは7回を投げるベタンセス、セットアッパーのミラー、抑えのチャップマンで勝ちパターンとして起用され、この3人を「スリーヘッディッド・モンスター（三つ頭の怪物）」と呼称されたり、チームが3人の頭文字を取り得点（ラン）を与えないという意味でRun-D.M.C.を真似た「ノー・ランズＤＭＣ」Tシャツを販売したりもした。オールスターゲームには3年連続で選出された。オールスター後にチャップマンがトレードでシカゴ・カブスへ移籍後はミラーが抑えを務め、ベタンセスはセットアッパーに配置転換された。ミラーがクリーブランド・インディアンスへトレードで移籍した後は遂に抑えに配置転換された。この年は、3年連続70試合以上となる73試合に登板して自己ベストの12セーブを挙げたが、過去2シーズンの神通力は切れ、防御率3.08とWHIP1.12は直近3シーズンでワーストだった。ただ、圧倒的な三振奪取能力は勢いを増し、フル出場したシーズンでは最高となる奪三振率15.5を記録した。オフの11月24日に第4回ワールド・ベースボール・クラシック(WBC)のドミニカ共和国代表への参加の意思を表明し、12月5日に選出された。
2017年1月19日にヤンキースの条件提示300万ドルに対してベタンセス側は500万ドルを要求。その後も折り合いがつかず年俸調停権を行使し、第三者による公聴会が開かれ年俸は300万ドルで妥結された。ヤンキースの選手が年俸調停を回避しなかったのは、王建民以来9年ぶり。3月には開幕前に選出されていた第4回WBCにドミニカ共和国代表として参加した。シーズンでは4年連続でオールスターゲームに選出された。8月2日のタイガース戦では三者連続三球三振を記録した。8月24日のデトロイト・タイガース戦ではジェームズ・マッキャンに対して頭部に故意死球を行ったとして退場処分を受けたが、罰金や出場停止などの処罰は課されなかった。基本的にヤンキースへ出戻ったチャップマンへとつなぐセットアッパーを担い、チャップマンが故障で離脱している間は抑えも務めた。序盤から制球難に苦しみ、与四球率6.64、与死球11（2017年MLBのリリーバー全体で最多）を記録。

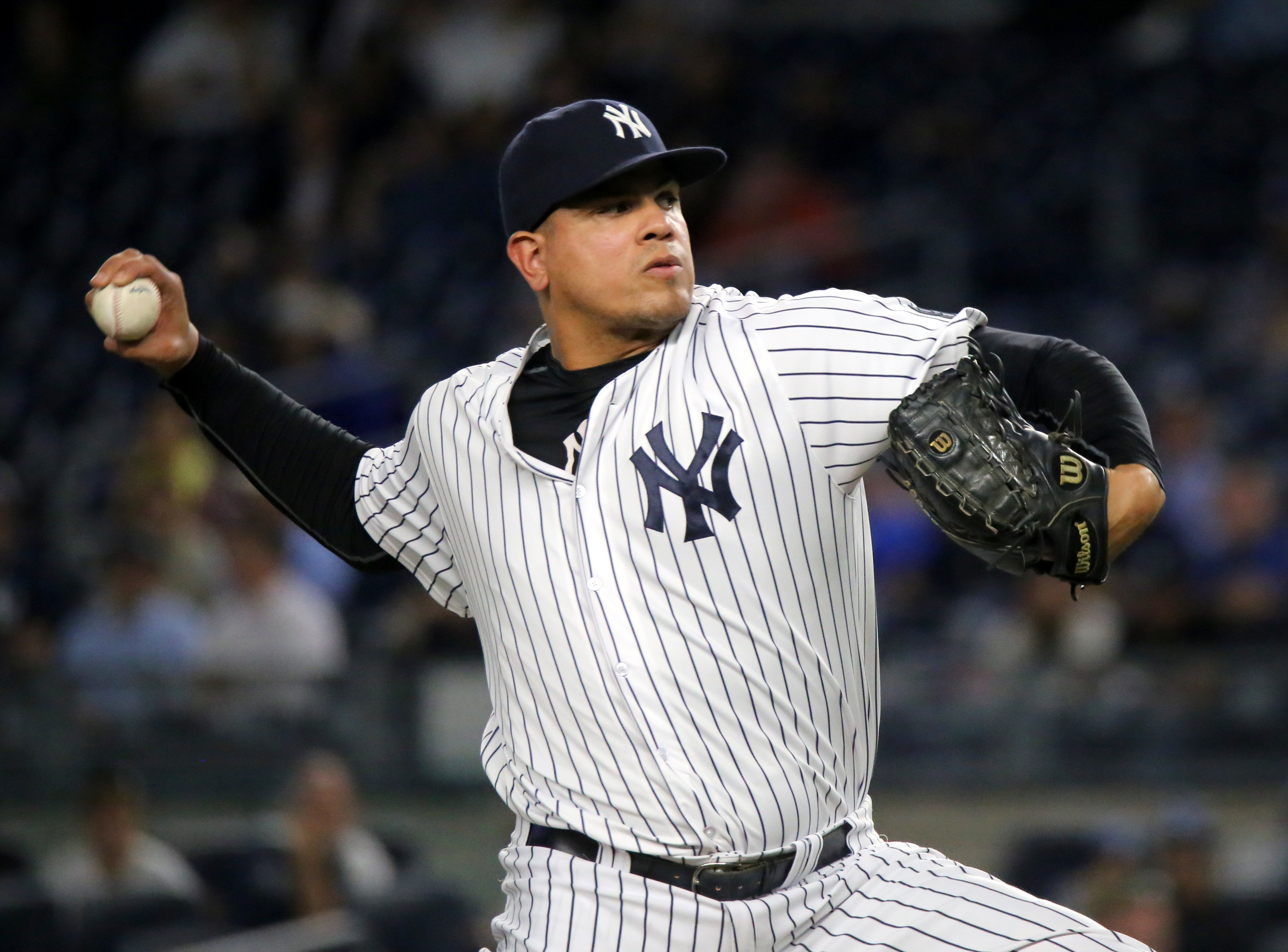
ニューヨーク ・ヤンキース時代
(2016年9月13日)

最終的な成績は防御率2.87、WHIP1.22、100奪三振、10セーブで、2年連続の二桁セーブと4年連続の100奪三振以上を達成した。
2018年は前年の制球難を改善するため、シーズンオフからメカニクスの調整に取り組んだ。リリース時における上半身の一塁側への傾きを抑え、リリースポイントを安定させた。その結果コマンドは改善したが、シーズン初頭は打ち込まれる場面が目立ち、5月10日のボストン・レッドソックス戦が終了した時点での成績は16IPで防御率5.63、被本塁打4だった。しかし、BABIPの振り戻しや球速の回復に従い本来の投球を取り戻し、5月29日から9月22日にかけてはアメリカンリーグ史上最長となる44試合連続奪三振を達成。投球の際に右薬指を親指の爪で傷つけてしまい、制球が安定しなくなった試合もあったが、最終的な成績は66試合に登板し防御率2.70であった。奪三振力は相変わらずで、66.2IPで115個もの三振を奪い、リリーバーとしてMLB史上初となる5年連続100奪三振を達成したほか、与四球率を前年の6.64から3.51、投球におけるストライクの割合を58.6%から65.2%に改善させた。ポストシーズンでは、ALWCにてルイス・セベリーノの後を受け、5回表無死一二塁の状況でマウンドに上がり、そこから6人のバッターをすべて凡退させ(3奪三振)、勝利投手となった。ALDSでは第2戦と第4戦に登板し、それぞれ2IP1失点、1.1IP無失点だった。
2019年は右肩痛と左アキレス腱部分断裂で1登板のみに終わった。オフの10月31日にFAとなった。

### メッツ時代
2019年12月24日にニューヨーク・メッツと1050万ドルの単年契約を結んだ。オプションとして2021年シーズンはベタンセス側が選択権を所持し、バイアウトの際は300万ドルが支払われる。2020年シーズンの年俸は750万ドルで、バイアウトの300万ドルを含め1050万ドルとなる。背番号はヤンキース時代と同じ「68」。
2020年は15試合に登板した。オフにオプションを行使して残留した。
2021年は怪我に苦しみわずか1試合の登板に終わった。オフの11月3日にFAとなった。

### ドジャース傘下時代
2022年4月5日にロサンゼルス・ドジャースとマイナー契約を結んだ。この年は傘下のAAA級オクラホマシティ・ドジャースでプレーしたが、メジャーへの昇格はなく、8月18日に自由契約となり、直後に現役引退を表明した。

## 投球スタイル
長身から投げ下ろすフォーシームファストボールは、最速101.8mph（約163.9km/h）、平均97.7mph（約157.2km/h）を計測し、平均回転数2360rpm(2018年)である。変化球はスラーブとナックルカーブの2種類を投げ、スラーブは82ないし86mphを計測し、主にカウント球として用いる。ウイニングショットはナックルカーブで、85ないし90mphの球速ながらスラーブよりも大きく曲がり落ちる。これらの2つの変化球は混同されることが多いが、ベタンセス本人は投げ分けていると語っている。大量の三振を奪う投球スタイルで、2018年レギュラーシーズンの奪三振率は15.53である。セットアッパーを務めているが、以前所属していたヤンキースGMであるブライアン・キャッシュマンは「彼の素材はエース級」と評していた。
MLB昇格後はカッター、チェンジアップも投げるようになったが、2014年からチェンジアップを投げなくなり、カッターもそれほど多投しなくなり、2017年時点では前述の3球種しか投げていない。
制球力が課題点であり、打者を歩かせての典型的な自滅型だったが、AAA級で与四球率8点台を喫した2012年のオフにアリゾナ教育リーグに参加すると、与四球率3点台にまで改善させた。その後、MLB定着を果たした2014年には、70登板で与四球率2.4と安定した制球力を見せた。2017年に制球難に再び陥るも、翌2018年には改善させた。

## 人物
愛称はD・ドォグ(D. Dawg)、エル・アシド(El Acido)、デリン・ジェイ(Dellin Jay)。
D・ドォグはマイナーリーガー時代にチームメイトのアダム・ウォーレンが名付けたドォグという愛称にベタンセスの頭文字のDを合体させたものである。2018年のプレイヤーズ・ウィークエンドではエル・アシド(EL ACIDO)の愛称入りユニフォームを身につけた。

## 詳細情報

### 年度別投手成績
| 年 度     | 球 団     | 登 板 | 先 発 | 完 投 | 完 封 | 無 四 球 | 勝 利 | 敗 戦 | セ 丨 ブ | ホ 丨 ル ド | 勝 率 | 打 者 | 投 球 回 | 被 安 打 | 被 本 塁 打 | 与 四 球 | 敬 遠 | 与 死 球 | 奪 三 振 | 暴 投 | ボ 丨 ク | 失 点 | 自 責 点 | 防 御 率 | W H I P |
| --------- | --------- | ----- | ----- | ----- | ----- | -------- | ----- | ----- | -------- | ----------- | ----- | ----- | -------- | -------- | ----------- | -------- | ----- | -------- | -------- | ----- | -------- | ----- | -------- | -------- | ------- |
| 2011      | NYY       | 2     | 1     | 0     | 0     | 0        | 0     | 0     | 0        | 0           | ----  | 16    | 2.2      | 1        | 0           | 6        | 0     | 1        | 2        | 0     | 0        | 2     | 2        | 6.75     | 2.63    |
| 2013      | NYY       | 6     | 0     | 0     | 0     | 0        | 0     | 0     | 0        | 0           | ----  | 26    | 5.0      | 9        | 1           | 2        | 0     | 0        | 10       | 0     | 0        | 6     | 6        | 10.80    | 2.20    |
| 2014      | NYY       | 70    | 0     | 0     | 0     | 0        | 5     | 0     | 1        | 22          | 1.000 | 341   | 90.0     | 46       | 4           | 24       | 1     | 4        | 135      | 2     | 1        | 15    | 14       | 1.40     | 0.78    |
| 2015      | NYY       | 74    | 0     | 0     | 0     | 0        | 6     | 4     | 9        | 28          | .600  | 332   | 84.0     | 45       | 6           | 40       | 2     | 3        | 131      | 9     | 0        | 17    | 14       | 1.50     | 1.01    |
| 2016      | NYY       | 73    | 0     | 0     | 0     | 0        | 3     | 6     | 12       | 28          | .333  | 299   | 73.0     | 54       | 5           | 28       | 0     | 1        | 126      | 6     | 0        | 31    | 25       | 3.08     | 1.12    |
| 2017      | NYY       | 66    | 0     | 0     | 0     | 0        | 3     | 6     | 10       | 19          | .333  | 261   | 59.2     | 29       | 3           | 44       | 0     | 11       | 100      | 5     | 1        | 20    | 19       | 2.87     | 1.22    |
| 2018      | NYY       | 66    | 0     | 0     | 0     | 0        | 4     | 6     | 4        | 20          | .400  | 272   | 66.2     | 44       | 7           | 26       | 2     | 5        | 115      | 4     | 1        | 22    | 20       | 2.70     | 1.05    |
| 2019      | NYY       | 1     | 0     | 0     | 0     | 0        | 0     | 0     | 0        | 0           | ----  | 2     | 0.2      | 0        | 0           | 0        | 0     | 0        | 2        | 0     | 0        | 0     | 0        | 0.00     | 0.00    |
| 2020      | NYM       | 15    | 0     | 0     | 0     | 0        | 0     | 1     | 0        | 4           | .000  | 59    | 11.2     | 12       | 0           | 12       | 0     | 2        | 11       | 2     | 0        | 10    | 10       | 7.71     | 2.06    |
| 2021      | NYM       | 1     | 0     | 0     | 0     | 0        | 0     | 0     | 0        | 0           | ----  | 5     | 1.0      | 0        | 0           | 1        | 0     | 1        | 1        | 0     | 0        | 1     | 1        | 9.00     | 1.00    |
| MLB：10年 | MLB：10年 | 374   | 1     | 0     | 0     | 0        | 21    | 23    | 36       | 121         | .477  | 1613  | 394.1    | 240      | 26          | 183      | 5     | 28       | 633      | 28    | 3        | 124   | 111      | 2.53     | 1.07    |

- 各年度の太字はリーグ最高

### 年度別守備成績
| 年 度 | 球 団 | 投手（P） | 投手（P） | 投手（P） | 投手（P） | 投手（P） | 投手（P） |
| 年 度 | 球 団 | 試 合     | 刺 殺     | 補 殺     | 失 策     | 併 殺     | 守 備 率  |
| ----- | ----- | --------- | --------- | --------- | --------- | --------- | --------- |
| 2011  | NYY   | 2         | 0         | 0         | 0         | 0         | ----      |
| 2013  | NYY   | 6         | 0         | 0         | 0         | 0         | ----      |
| 2014  | NYY   | 70        | 6         | 6         | 2         | 0         | .857      |
| 2015  | NYY   | 74        | 5         | 8         | 0         | 0         | 1.000     |
| 2016  | NYY   | 73        | 4         | 6         | 3         | 1         | .769      |
| 2017  | NYY   | 66        | 5         | 4         | 0         | 0         | 1.000     |
| 2018  | NYY   | 66        | 3         | 8         | 3         | 0         | .786      |
| 2019  | NYY   | 1         | 0         | 0         | 0         | 0         | ----      |
| 2020  | NYM   | 15        | 0         | 0         | 0         | 0         | ----      |
| 2021  | NYM   | 1         | 0         | 0         | 0         | 0         | ----      |
| MLB   | MLB   | 374       | 23        | 32        | 8         | 1         | .873      |

### 記録
- MLBオールスターゲーム選出：4回（2014年 - 2017年）

#### 諸記録
- 5年連続100奪三振（2014 - 2018年）※救援投手として史上初[21]
- 通算500奪三振：309投球回で達成（2017年）※史上3番目の速さ、アロルディス・チャップマン、クレイグ・キンブレルに次ぐ
- Immaculate Inning（3者連続3球三振）：1回（2017年8月2日）

### 背番号
- 68（2011年、2014年 - 2021年）
- 61（2013年）

### 代表歴
- 2017 ワールド・ベースボール・クラシック・ドミニカ共和国代表